# Brevicapitorus elongatus
Brevicapitorus elongatus är en insektsart som beskrevs av Nielson 1989. Brevicapitorus elongatus ingår i släktet Brevicapitorus och familjen dvärgstritar. Inga underarter finns listade i Catalogue of Life.